# Hodegetria
Hodegetria (del grec Ὁδηγήτρια, 'la que mostra el camí') o Nostra Senyora del Camí és el nom que reben unes representacions de la Verge Maria en l'art, especialment dins l'Església Ortodoxa. En elles, Maria apareix agafant el nen Jesús amb una mà mentre que amb l'altra l'assenyala, indicant que el seu fill és el camí cap a la salvació. A diferència d'altres representacions marianes, la mare apareix dempeus o bé se la mostra únicament de mig cos. El nen sol fer el signe de la benedicció amb la mà dreta. La icona apareix en pintures, escultures i gravats.
Aquestes imatges van aparèixer a l'Imperi Romà d'Orient i van proliferar per l'àrea ortodoxa i pel Mediterrani oriental. Posteriorment van evolucionar fins a un nou motiu anomenat "Eleusa", on Maria no solament sosté el nen sinó que l'acarona amb la galta, en una iconografia d'acord amb l'auge del gòtic, que mostrava més humanitat en les figures. L'origen és la cita bíblica continguda a l'evangeli segons Joan (Jn 14, 6) que resa "Jo sóc el camí, la veritat i la vida". Segons les llegendes, un altre evangelista, Lluc, va ser el primer en representar una hodegetria si bé les primeres icones conservades són del període medieval.

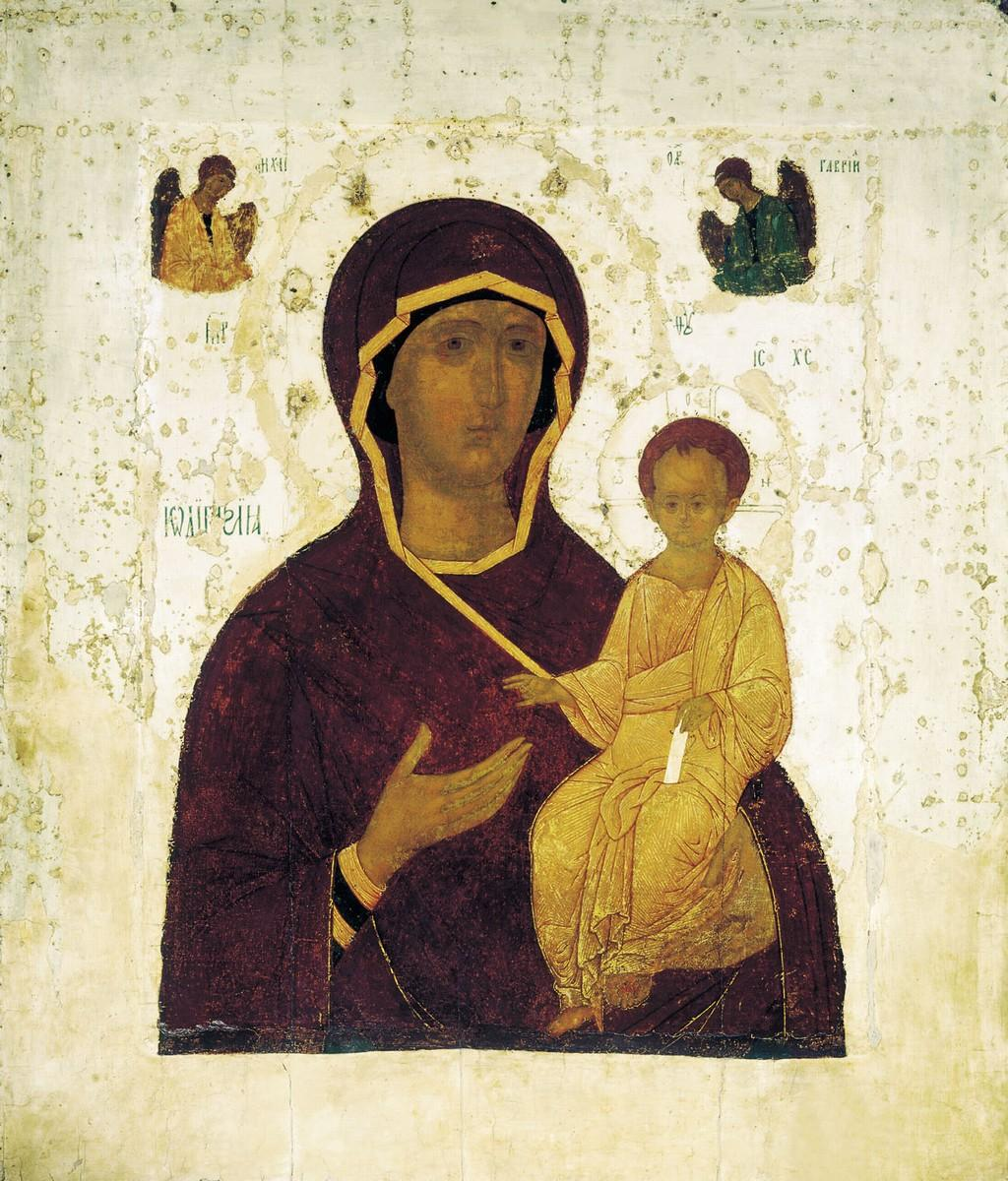
Exemple de representació de Maria Hodegetria

La majoria d'imatges mostren a Maria vestint una clàmide vermella, símbol de reialesa, tot i que el mantell pot tirar cap al porpra, també d'associacions reials, o tons més foscos, probablement per imitació d'icones ja desgastades pel temps. Jesús apareix vestit amb diversos colors simbòlics, com el blanc de la puresa o tons que indiquen majestat. En algunes icones, el nen sosté rotllos de pergamí o papers amb les Escriptures, en una representació que esdevindria típica del pantocràtor occidental.
A la zona russa, les imatges van convertir-se amb el temps en les Panakhranta, on el simbolisme és el mateix però la Verge apareix asseguda en un tron. A la resta d'Europa, el tron també va aparèixer com a atribut de la Verge, com per exemple a les pintures de Santa Maria de Taüll, però representant altres passatges evangèlics, i sense el gest de la mà característic de les hodegetries.
Algunes icones cèlebres d'aquesta tipologia són les següents:
- Monestir d'Hodegon, a Constantinoble, la més antiga
- Catedral de Torcello
- Cappella Palatina de Palerm[2]
- Catedral de Smolensk
- Tikhvin
- Verge d'Iver
- La Verge amb el nen, de Dietisalvi di Speme
- Verge de Częstochowa[3]
- Santa Maria d'Itria
- Verge de Mistra